# Anchon bilineatus
Anchon bilineatus är en insektsart som beskrevs av Carl Stål. Anchon bilineatus ingår i släktet Anchon och familjen hornstritar. Inga underarter finns listade i Catalogue of Life.